# Opalenie (gmina)
Opalenie – dawna gmina wiejska istniejąca w latach 1934–1954 i 1973–1976 w woj. pomorskim/gdańskim (dzisiejsze woj. pomorskie). Siedzibą władz gminy było Opalenie.
Gmina zbiorowa Opalenie została utworzona 1 sierpnia 1934 roku w powiecie tczewskim w woj. pomorskim (II RP) z dotychczasowych jednostkowych gmin wiejskich: Aplinki, Jaźwiska, Jeleń, Opalenie i Rakowiec oraz z obszarów dworskich Dębowo i Wyręby. 
Po wojnie (7 kwietnia 1945 roku) gmina wraz z całym powiatem tczewskim weszła w skład nowo utworzonego woj. gdańskiego. Według stanu z dnia 1 lipca 1952 roku gmina składała się z 5 gromad: Jaźwiska, Jeleń, Opalenie, Rakowiec i Widlice. Gmina została zniesiona 29 września 1954 roku wraz z reformą wprowadzającą gromady w miejsce gmin.
Gminę Opalenie przywrócono w powiecie tczewskim, w woj. gdańskim wraz z reaktywowaniem gmin z dniem 1 stycznia 1973 roku. 22 maja 1975 roku do gminy Opalenie przyłączono część obszaru gminy Nowe w powiecie świeckim w woj. bydgoskim (sołectwa Kolonia Ostrowicka, Pieniążkowo i Półwieś). 1 czerwca 1975 roku gmina znalazła się w nowo utworzonym ("małym") woj. gdańskim. 2 lipca 1976 roku gmina została zniesiona przez połączenie jej terenów z dotychczasową gminą Gniew w nową gminę Gniew.